# 제이슨 리
제이슨 리(Jason Lee, 1970년 4월 25일 ~ )는 미국의 배우, 영화 감독, 제작자, 사진가, 전 스케이트보더이다.

## 출연 작품

### 영화
- 몰래츠 (1995)
- 체이싱 아미 (1997)
- 도그마 (1999)
- 하트브레이커스 (2001)
- 제이 앤 사일런트 밥 (2001)
- 바닐라 스카이 (2001)
- 드림캐쳐 (2003)
- 점원들 2 (2006)
- 제이 앤 사일런트 밥 리부트 (2019)